# جبا الحرف (النادرة)

تعديل مصدري - تعديل

جبا الحرف محلة تابعة لقرية جرف النمر، التابعة لعزلة حزيب بمديرية النادرة إحدى مديريات محافظة إب في الجمهورية اليمنية، بلغ تعداد سكانها 207 حسب تعداد اليمن لعام 2004.